# 北村守
北村 守（きたむら まもる、1972年12月19日 - ）は、奈良県出身の俳優。近畿大学理工学部卒業。
大阪の劇団、スクエア所属。

## 来歴
大学在学中は映画部に所属し、自主映画の製作にいそしむ。
1994年、当時人気劇団であった「MOTHER」に入団。座長の升毅に、一時は後継者と目されるも、たった1年で退団。
退団後、自主映画への出演等、映像方面での活動をしばらく行う。
1998年、「スクエア」に入団。以後、劇団の看板俳優として全公演に出演。
2000年、深津篤史プロデュースに出演。繊細で深い個性的な演技が認められ、「第3回関西現代演劇俳優奨励賞」を受賞。
個性的な役者として、文学的作品からエンターテイメント作品まで様々な劇団から幅広い出演の依頼があり、関西小劇場界を中心に人気と高い評価を得る。
特技は剣道。

## 出演

### 舞台

#### スクエア作品
- 1999年　第5回公演「祝福してみる」
- 〃　　　第6回公演「だし」
- 2000年　第7回公演「俺の優しさ」
- 〃　　　第8回公演「けーさつ」
- 2001年　月組公演Vol.2「贅沢」
- 〃　　　第9回公演「泊」
- 〃　　　第10回公演「俺の優しさ」
- 2002年　第11回公演「本社イチマル」
- 〃　　　月組公演Vol.3「宿題」
- 2003年　第12回公演「つるつる」
- 〃　　　第13回公演「ラブコメ」
- 〃　　　第14回公演「打つ手なし
- 2004年　第15回公演「嗚呼、てんやわんやの月見うどん。」
- 2005年　第16回公演「ラブコメ」
- 〃　　　韓国釜山国際演劇祭「THE BACKSTREET SHININGS」
- 〃　　　第17回公演「けーさつ」
- 〃　　　第18回公演「ザ・バックストリート・シャイニングス」
- 2006年　第19回公演「上方スピリッツ」
- 〃　　　第20回公演「ひかげの軍団」
- 2007年　第21回公演「本社イチマル」
- 〃　　　第22回公演「つるつる」
- 2008年　第23回公演「法廷式」
- 〃　　　第24回公演「誉め兄弟」
- 2009年　第25回公演「泊、」
- 〃　　　第26回公演「108」

#### スクエア作品以外
- 1994年　MOTHER『東京バナナ』（作：東野博昭/演出：G2）
- 〃　　　MOTHER『行方不明同好会』（作：桝野幸宏/演出：升毅）
- 1999年　第1回大阪演劇祭 深津篤史プロデュース『湾岸線浜浦駅高架下4:00AM（土日除ク）』（作・演出：深津篤史）
- 2000年　第3回大阪演劇祭 深津篤史企画『床の新聞』（作：中村賢司/演出：深津篤史）
- 2001年　KANSAI BREAKER『地球が静止する日』（作・演出：オカモトクニヒコ）
- 〃　　　infection CUBE produce『HALLIET』（作・演出/サカイヒロト、キタモトマサヤ）
- 2002年　吹田メイシアタープロデュース・近松劇場PART16『近道心中』（作・演出：わかぎえふ）
- 〃　　　ゴーゴーハリケーン『ソフトマシーン』（作・演出：川下大洋）
- 〃　　　original tempo『オセロ』（作・演出：ウォーリー木下）
- 2003年　吹田メイシアタープロデュース・近松劇場PART17『月が乾く』（作・演出：深津篤史）
- 2004年　よしもと梅田花月・芝居もん『伝説の太鼓師〜山田泰男』（作・演出：高見健次、川浪ナミヲ）
- 2005年　大阪現代演劇祭wire『⇔』（作・演出：サカイヒロト（仮設劇場WA））
- 〃　　　利賀フェスティバル・ゼルブゼクス『棒になった男』（作：安部公房/演出：久保亜希子）
- 〃　　　ランニングシアターダッシュ『ぼくのサンキュウ』（作・演出：岡部尚子）
- 2006年　リリーエアライン『巨獣』（作・演出：西田シャトナー）
- 〃　　　HEP HALLプロデュース『lovers〜ふたりだけのロミオとジュリエット』（演出：ウォーリー木下）
- 2007年　KAVCプロデュース『ロビーストリーとねずみの秘密』（作・演出：ウォーリー木下）
- 〃　　　吹田メイシアタープロデュース『好色一代男』（作・演出：竹内佑）
- 〃　　　デス電所『輪廻は斬りつける』（作・演出：竹内佑）
- 2008年　カンセイの法則『舞台をつくる人たち』（作・演出：永冨義人）
- 〃　　　あさの＠しょーいち堂『どくろ』（作・演出：浅野彰一）
- 〃　　　空晴『引っ越しのススメ』（作・演出：岡部尚子）
- 2009年　同上（東京公演）
- 〃　　　京橋花月よる芝居『パパ』（作：黒田有/演出：大塚雅史）
- 2010年　現代演劇レトロスペクティヴ〜極東退屈道場＋水の会『家、世の果ての……』（作：如月小春/演出：林慎一郎）
- 〃　　　空晴『ボクのサンキュウ』（作・演出：岡部尚子）